# Қ
Қ қ (itálico: Қ қ) é uma letra cirílica derivada da letra К por adicionar um linhazinha no canto inferior direito, é usado em línguas não eslavas que utilizam o alfabeto cirílico e majoritariamente representa o som /q/ como no caracalpaque, cazaque, khanty, tajique, tofa, uigur, usbeque, shor, etc. Também é usada no abcázio, em que faz o som /kʰ/.